# Ali Soheili

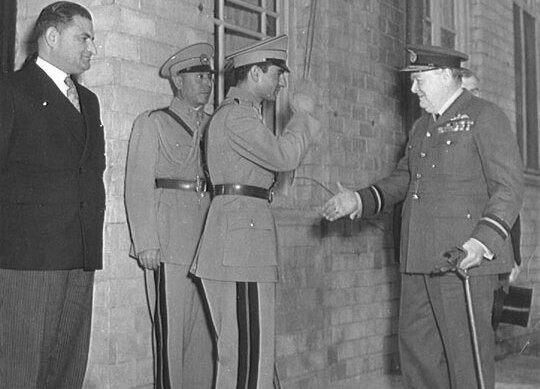
Premierminister Soheili (l.), Schah Mohammad Reza Pahlavi und Winston Churchill, Teheran 1943

Ali Soheili (* 1896 in Täbris; † 1. Mai 1958 in London) war Außenminister, Premierminister und Botschafter des Iran.

## Leben
Nach einem Attentat auf dem amtierenden Premierminister Mohammad Ali Foroughi wurde Ali Soheili am 9. März 1942 Premierminister des Iran.
Der Iran war im August 1941 im Rahmen der anglo-sowjetischen  Invasion besetzt worden, und Reza Schah war auf britischen Druck hin zu Gunsten seines Sohnes Mohammad Reza Pahlavi zurückgetreten. Es waren Premierminister Foroughi und sein Außenminister Soheili, die am 16. September 1941 den britischen und sowjetischen Botschafter vom Rücktritt Reza Schahs informiert hatten, und die das iranische Parlament in einer Sondersitzung über den Rücktritt Reza Schahs zu Gunsten seines Sohnes Mohammad Reza Pahlavi informierten. Foroughi blieb auch unter Schah Mohammad Reza Pahlavi als Premierminister im Amt und  handelte zusammen mit seinem Außenminister Soheili mit dem britischen und sowjetischen Botschafter das am 29. Januar 1942 vom iranischen Parlament bestätigte Dreimächteabkommen aus, das die territoriale Integrität  Irans bestätigte und den Abzug der sowjetischen und britischen Truppen  sechs Monate nach Ende des Krieges vorsah.
Nach dem Rücktritt Foroughis blieb Soheili zunächst nur für 5 Monate bis zum 6. August 1942 im Amt. Auf Druck der britischen Besatzungsmacht musste er zu Gunsten Ahmad Qavams zurücktreten. Qavam galt als pro-britisch. Im Dezember 1942 wurden die britischen und sowjetischen Besatzungstruppen durch US-amerikanische Truppen verstärkt, um die Transporte militärischer Güter für die Sowjetunion durch den Persischen Korridor zu übernehmen, was die zunehmenden Spannungen zwischen den Besatzungsmächten und der iranischen Bevölkerung weiter anheizte. Qavam konnte sich aufgrund des wachsenden innenpolitischen Drucks nur für 5 Monate im Amt halten und Soheili wurde am 14. Februar 1943 erneut Premierminister und blieb es bis zum 27. März 1944.
Im August 1943 verhafteten die britischen und sowjetischen Truppen zahlreiche iranische Politiker und Militärs, die als pro-deutsch galten, was die Spannungen zwischen den Iraner und den Besatzungsmächten weiter verschärfte. Soheili nahm mit den USA Verhandlungen auf, um sie zu einem Beitritt zu dem Dreimächteabkommen zu bewegen. Soheili wollte von den USA nicht nur die Anerkennung der Souveränität Irans, sondern auch den Schutz vor den Briten und den Sowjets. Präsident Franklin D. Roosevelt forderte von Iran den Eintritt Irans in den Krieg gegen Deutschland. Am 9. September 1943 unterschrieb Schah Mohammad Reza Pahlavi die Kriegserklärung, die noch am selben Tag vom iranischen Parlament bestätigt wurde. Roosevelt, Winston Churchill und Josef Stalin unterzeichneten daraufhin in der Teheran-Konferenz am 1. Dezember 1943 die Dreimächteerklärung, in der sie die Souveränität Irans anerkannten und den Abzug der Besatzungstruppen sechs Monate nach dem Ende der Kampfhandlungen bekräftigten.
Am 28. März 1944 wurde Ali Soheili von Mohammad Sa'ed Maraghei als Premierminister abgelöst. Soheili ging als iranischer Botschafter nach London.
Ali Soheili verstarb in London an Krebs im Alter von 62 Jahren.